# Daniel Fuzato
Daniel Cerantola Fuzato, mais conhecido apenas como Daniel Fuzato (Santa Bárbara d'Oeste, 4 de julho de 1997), é um futebolista brasileiro que atua como goleiro. Atualmente joga no Vasco da Gama.

## Carreira

### Palmeiras
Daniel Fuzato foi formado na clássica escola de goleiros do Palmeiras, time em que começou em 2010, aos 12 anos, e passou por todas as categorias de base finalizando sua formação em 2017, no sub-20. Neste período, o atleta foi titular no sub-15, sub-17 e sub-20 realizando cerca de 250 jogos oficiais pela base do Palmeiras.
Aos 17 anos, Daniel Fuzato já era conhecido pela sua performance no time de base e passou a treinar com a equipe principal, como quarto goleiro. Chegou inclusive a ser o terceiro goleiro em diversas partidas das campanhas vitoriosas da Copa do Brasil 2015 e do Campeonato Brasileiro 2016.
Em janeiro de 2018 foi oficialmente promovido ao time profissional do Palmeiras, sendo vendido no segundo semestre do mesmo ano para a Roma.

### Roma
Foi anunciado oficialmente pela Roma no dia 7 de julho de 2018. O goleiro assinou até junho de 2022. Na equipe, o atleta treina com o prestigiado preparador de goleiros Marco Savorani, com quem aprendeu a técnica diferenciada da escola de goleiros italiana. Neste período, foi relacionado para todos os jogos da Serie A, Copa da Itália e Liga dos Campeões, além de jogar alguns amistosos contra Tottenham, Avelino e outras equipes.
Estreou como titular no dia 11 de setembro de 2018, num amistoso contra o Benevento, da Serie B.
Fez a sua estreia oficial no dia 1 de agosto de 2020, em partida válida pela 38° rodada do Campeonato Italiano, contra a Juventus.

### Gil Vicente
No dia 19 de agosto de 2020, foi anunciado o seu empréstimo de uma temporada ao Gil Vicente. Ficou até 4 de janeiro de 2021, quando a Roma solicitou ao Gil Vicente o retorno dele.

### Ibiza
Em 21 de junho de 2022, assinou com o Ibiza até 2025.

### Getafe
Em 5 de de julho de 2023, foi emprestado ao Getafe até junho de 2024 por 1,00 mi. €.[carece de fontes?]

### Eibar
Em 10 de de julho de 2024 assinou com o Eibar, por dois anos.

### Vasco da Gama
Em janeiro de 2025, foi anunciado como reforço do Vasco da Gama. Assinou com o Gigante da Colina um contrato válido por dois anos.

## Seleção Brasileira
No ano de 2016, Daniel Fuzato foi convocado seis vezes pela Seleção Brasileira Sub-20, onde participou de treinamentos preparatórios para o Torneio Sul Americano da categoria. Também disputou o Torneio Internacional de Swon, na Coreia do Sul, onde fez um jogo oficial contra o Japão. Participou de amistosos contra a Inglaterra, em Londres, defendendo dois pênaltis em uma só partida e disputou amistosos contra o México, na Cidade do México.
Também em 2016, foi convocado para os treinamentos da Seleção Olímpica, campeã nos Jogos do Rio de Janeiro. Neste período de preparação, com o infortúnio do goleiro Fernando Prass, chegou a ser o segundo goleiro da Seleção Olímpica no amistoso contra o Japão, realizado no Estádio Serra Dourada, em Goiânia.
No ano de 2019 foi convocado duas vezes para os treinamentos preparatórios e amistosos da Seleção Sub-23, que disputará o Torneio Pré-Olímpico em 2020.
Também em 2019 foi convocado pela primeira vez para a Seleção Brasileira principal, para treinamentos e disputas de amistosos contra a Argentina, na Arábia Saudita, e contra a Coréia do Sul, nos Emirados Árabes.

## Títulos
Palmeiras
- Copa do Brasil: 2015
- Campeonato Brasileiro: 2016

Roma
- Liga Conferência Europa da UEFA: 2021–22